# Morsum
Morsum är en ortsteil i kommunen Thedinghausen i Landkreis Verden i förbundslandet Niedersachsen i Tyskland. Morsum var en kommun fram till 1 november 2006 när den uppgick i Thedinghausen.